# Delicatessen (Gastronomie)

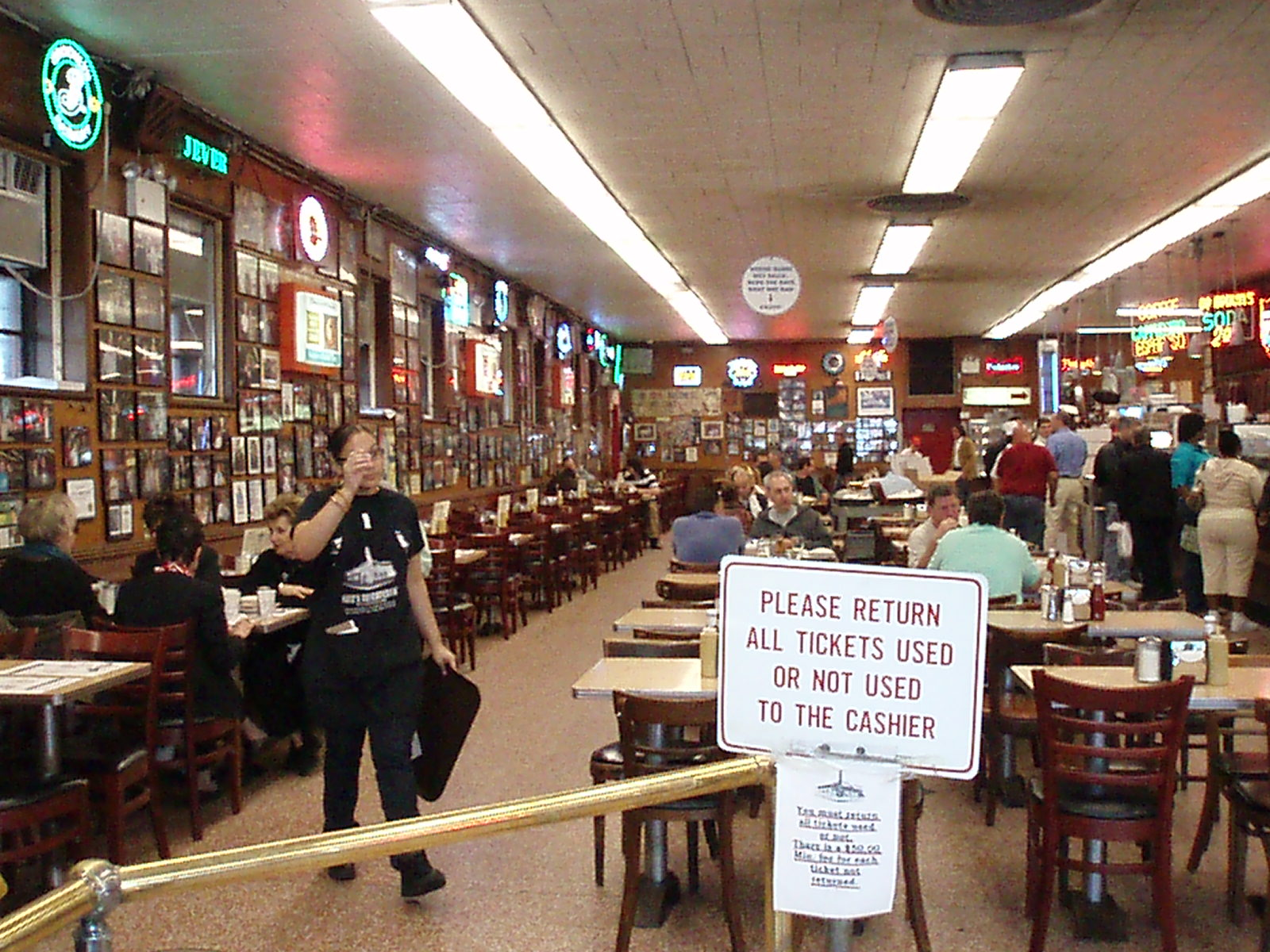
Katz’s Delicatessen in New York City, das wohl bekannteste Deli

Mit Delicatessen  [ˌdɛlɪkəˈtɛsn̩], kurz Deli, werden im angloamerikanischen Raum Feinkostgeschäfte mit zumeist integriertem Imbiss bezeichnet.
Das Lehnwort stammt vom deutschen Begriff Delikatesse. Ursprünglich aus dem Französischen übernommen (délicatesse), wurde es durch deutsche Auswanderer in der zweiten Hälfte des 19. Jahrhunderts in der Verbindung delicatessen shop in die Vereinigten Staaten exportiert und dort mit deli zur Bezeichnung für Feinkostläden abgekürzt.
Verkauft werden fertig zubereitete Speisen, z. B. Salate, Fingerfood, Trendlebensmittel und sonstige Snacks, die entweder an Ort und Stelle verzehrt werden oder mitgenommen werden können. Oft werden Speisen im „kosher style“ angeboten. Hierzu gehören etwa Knisches (Teigpasteten mit einer Füllung aus Erdäpfeln, Zwiebeln und Ei, auch Fleisch), Bagels, Blintzes, Latkes und Matzenbällchensuppe, bei denen die zugehörigen traditionellen jüdischen Rezepte verwendet, aber die Kaschrutregeln nicht eingehalten werden.

## Historie
Mit der Einwanderung ost- und südeuropäischer Juden begann die Historie der Delicatessen auf der Lower East Side von Manhattan, wo in den Jahren zwischen 1880 und 1920 rund zwei Millionen jüdische Einwanderer ihr erstes Heim in der neuen Welt fanden. Mehr als 5000 solcher Lokale gab es in den 1940er-Jahren. Heute sind es kaum mehr ein Dutzend. Dafür eröffneten Delis in Texas, Michigan, Kalifornien und Berlin. In Las Vegas gibt es gleich vier davon.